# جاده ئی۹۶۱ اروپا
جاده ئی۹۶۱ اروپا (به انگلیسی: European route E961) یکی از جاده‌های درجه ۲ قاره اروپا است.
این جاده که در کشور یونان قرار دارد از شهر تریپولی شروع شده و در شهر گیتیو به پایان می‌رسد.